# زوورتی
زوورتی (به لاتین: Zovreti) یک منطقهٔ مسکونی در گرجستان است که در ایمرتی واقع شده‌است. زوورتی ۱٬۵۱۳ نفر جمعیت دارد و ۲۴۰ متر بالاتر از سطح دریا واقع شده‌است.